# Bulbophyllum antennatum
Bulbophyllum antennatum  (лат.) — вид однодольных растений рода Бульбофиллюм (Bulbophyllum) семейства Орхидные (Orchidaceae). Впервые описан немецким ботаником Рудольфом Шлехтером в 1905 году.

## Распространение, описание
Эндемик Папуа — Новой Гвинеи. Типовой экземпляр собран на острове Новая Гвинея.
Эпифитное растение; корневище с псевдобульбой. Близок виду Bulbophyllum toranum J.J. Sm..

## Синонимы
Синонимичные названия:
- Bulbophyllum navigioliferum J.J. Sm.
- Trachyrhachis antennata (Schltr.) Szlach.